# 南極における軍事行動

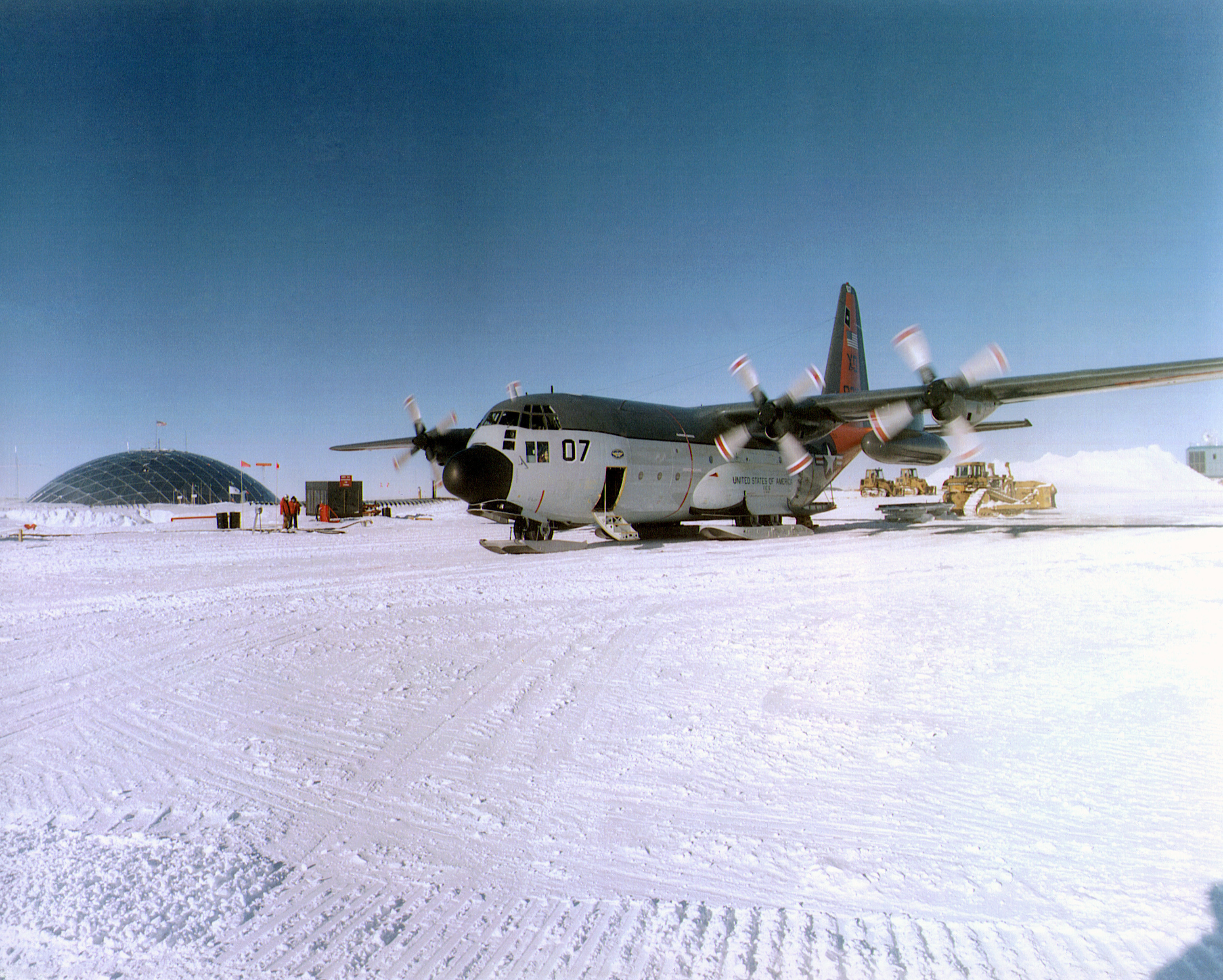
アムンゼン・スコット基地近くに着陸するアメリカ海軍のロッキード LC-130（1996年）

南極における軍事行動（なんきょくにおけるぐんじこうどう）は歴史上まれである。これは、南極大陸に人間が定住したことがなく、1961年6月23日に発効した南極条約が南極での軍事行動を禁止しているためである。南極に軍人が立ち入ったり、軍備を持ち込んだりすることは、科学的な調査研究や食料の供給など平和的な目的の場合にしか許されない。
南極条約は特に、南緯60度線以南の陸地や棚氷における軍事行動を禁止している。核兵器の使用は絶対的に禁止されているが、南極条約の適用となる海域（南極海）で海軍が活動することは、それが公海上で行われるものである限り本条約の禁止するものではない。

## 主要な活動
これまでに多くの国々が、南極における科学的探索活動やこれらの活動の拠点となる恒久基地の整備などの支援を行うために、自国の軍隊を南極大陸に派遣している。かつて南極で実行された活動や遠征のの中で著名なものの一覧を以下に挙げる。
- ジェームズ・クックによる第2次航海（英語版）（イギリス、1773年）
- ヴィンセンスの南極航海（アメリカ合衆国、1839年から1840年）
- 1941年2月、ドイツの仮装巡洋艦コメートがロス海と南極大陸の海岸線を巡回し、連合国側の捕鯨船を捜索しようと試みたが、失敗した[2]。
- タバリン作戦（英語版）（イギリス、1944年から1945年）
- ハイジャンプ作戦（アメリカ合衆国、1946年から1947年）
- ソベラニア基地（チリ、1947年）
- 風車小屋作戦（英語版）（アメリカ合衆国、1947年から1948年）
- オイギンス基地（英語版）（チリ、1948年）
- 1948年、オーストラリアの補助艦HMAS ワイアット・アープが南極大陸への航海を試みたが、失敗した[3]。
- ゴンザレスビデラ南極基地（英語版）（チリ、1951年）
- アギレセルダ基地（チリ、1955年）
- 酷寒作戦（英語版）（アメリカ合衆国、1955年から）
- オペレーション90（英語版）（アルゼンチン、1965年）
- エドゥアルド・フレイ・モンタルバ基地（チリ、1980年）
- コマンダンテ・フェラス南極基地（英語版）（ブラジル、1984年）
- 北極星作戦（チリ、1984年）
- オーロラ・アウストラル作戦（チリ、1996年）
- エスタシオン・パロディ（チリ、1999年）
- 第1回チリ南極点探検（チリ、2002年）
- 第2回チリ南極点遠征（英語版）（チリ、2004年）
- 2006年1月、ニュージーランド空軍のP-3K哨戒機が南極から巡視を行うことの実現可能性を判断するため、南極の海洋生物資源の保存に関する委員会の支持を得た上でマクマード基地近くのペガサス飛行場で試験飛行を行った[4]。この試験飛行は成功し、これ以降南極を発着地とする定期便の運航が行われている[5]。

## 将来の軍事衝突の可能性
ジョン・キーガンとアンドリュー・ウィートクロフトは1986年の共著Zones of Conflict: An Atlas of Future Warsにおいて、南極に軍事的な興味を示す国が現れるとした場合、その原因は経済的な理由と戦略的な理由の2通りが考えられると述べた。南極大陸は、主に鉱産資源や原油の面において、莫大な経済的な価値を潜在的に持っている。戦略的には、冷戦中、とりわけパナマ運河を通航することができないアメリカ軍の航空母艦について、ホーン岬を通るルートを自由に通航可能な状態に保つことができるかどうかの懸念が継続的に存在していた。キーガンとウィートクロフトはフォークランド諸島がドレーク海峡を支配すると述べ、「伸びる荒れた水が南アメリカを南極と分けている」と綴った。これはフォークランド戦争中はあまり明らかになっていなかったことであった。
しかし、ソビエト連邦の崩壊と化石燃料を巡る競争の激化に伴い、戦略的な理由より経済的な理由の方が今後はより重要になる可能性が高いと、21世紀初頭には考えられるようになった。